# 交差点days
「交差点days」（こうさてんデイズ）は、綾瀬はるかの2枚目のシングル。2006年9月13日にビクターエンタテインメントから発売された。

## 概要
表題曲「交差点days」は、短編映画『かきのたね』主題歌として使用された。販促の一環として山手線を舞台にポスターラリーが実施され、目黒駅をスタートに山手線を外回りに進み、五反田駅までの全駅に掲出のポスターに記載された言葉を繋ぐと、「交差点days」の歌詞が出来上がるという仕組みになっていた。

## 収録曲
1. 交差点days [4:49]
作詞：一青窈、作曲・編曲：小林武史
2. なんとなく、晴れ [4:27]
作詞：名越恵子、作曲・編曲：清水ひろたか
3. 交差点days （instrumental）